# Félix Murcia
Félix Murcia Aguayo (Aranda de Duero, 1945) es un director artístico español, responsable de la ambientación y decoración de numerosas películas, series de televisión y obras de teatro. 
Fundador y vicepresidente de la Asociación Profesional de Directores de Arte de Cine y Televisión, es el único director artístico galardonado con el Premio Nacional de Cinematografía (1999) y el único que consigue en cinco ocasiones el Premio Goya a la mejor dirección artística.

## Biografía
Nace en Aranda de Duero (Burgos) en 1945.
Estudia en la Escuela de Artes y Oficios de Madrid, donde obtiene los títulos de Arquitectura de Interiores, Artes Aplicadas, Escenografía y Diseño Superior. También realiza estudios de Guion y Dirección.
Sus primeros trabajos son para los estudios de la televisión holandesa de Hilversum y, a partir de 1966, para Televisión Española, al mismo tiempo que se inicia en el cine como ayudante de decoración y ambientador a las órdenes del director artístico Rafael Palmero.
En 1978 termina su relación profesional con Televisión Española para dedicarse al cine en exclusiva, además de empezar a impartir clases de su especialidad en el Instituto Oficial de RTVE, labor que lleva a cabo hasta 1980, año en el que aún participa como decorador en la serie Fortunata y Jacinta de Mario Camus.
Desde entonces, trabaja en muchos títulos que ya son historia del cine español, como La escopeta nacional (Luis García Berlanga, 1978), El crack (José Luis Garci, 1980), La fuga de Segovia (Imanol Uribe, 1981), El bosque animado (José Luis Cuerda, 1988), El rey pasmado (Imanol Uribe, 1991), Días contados (Imanol Uribe, 1994), El perro del hortelano (Pilar Miró, 1996), las nominadas al Óscar Mujeres al borde de un ataque de nervios (Pedro Almodóvar, 1988) y Secretos del corazón (Montxo Armendáriz, 1997), en proyectos internacionales como Los señores del acero / Flesh & Blood (Paul Verhoeven, 1984), Gallego (Manuel Octavio Gómez, 1988) o Adriana (Margarida Gil, 2004) y es nominado al Goya en su categoría doce veces, de las cuales lo consigue en cinco. También es el responsable de la escenografía en numerosos espectáculos teatrales.
En 1982 dirige, a partir de un guion propio, Sombras de cristal, su primer cortometraje, galardonado ese mismo año con el Premio Especial Calidad por la Dirección General de Cine.
Comparte tareas de producción con Ramón Moya y Carlos Ramón en la película de Mario Camus Sombras en una batalla, nominada para el Premio Goya de 1993 a la mejor película y Premio Especial Calidad en 1995.
En 2002 la SGAE publica su libro La escenografía en el cine. El arte de la apariencia, uno de los más importantes títulos en español dedicados íntegramente a esta especialidad que, por otra parte, son muy escasos.
Durante años ejerce como profesor–tutor de Dirección Artística en la Escuela de Cinematografía y Audiovisuales de Madrid (ECAM) y, desde 2009, coordina, junto a Jonathan McKinstry, la nueva titulación de Dirección Artística en el Centro de Estudios Ciudad de la Luz.
Su obra como pintor es expuesta en diversos certámenes nacionales e internacionales, teniendo una repercusión considerable en los años setenta. Además, como escenógrafo motiva asimismo exposiciones que muestran sus diseños para el cine en Madrid, Barcelona, Berlín o Tokio.
Participa con frecuencia en simposios y congresos internacionales, habiendo ofrecido conferencias o cursos monográficos en centros como la Universidad Complutense, la Universidad Politécnica y la Universidad Europea de Madrid, el Instituto Oficial de RTVE, la Universidad de Oviedo, el Centro de Imagen y Nuevas Tecnologías de Vitoria o la Akademie der Kunste de Berlín.

## Premios y candidaturas
- Premio Nacional de Cinematografía (1999)
- Premios Anuales de la Academia "Goya"

| Categoría                 | Año  | Película                                 | Resultado |
| ------------------------- | ---- | ---------------------------------------- | --------- |
| Mejor dirección artística | 2005 | Para que no me olvides                   | Candidato |
| Mejor dirección artística | 2003 | La luz prodigiosa                        | Candidato |
| Mejor dirección artística | 2002 | El caballero Don Quijote                 | Candidato |
| Mejor dirección artística | 1998 | Mararía                                  | Candidato |
| Mejor dirección artística | 1997 | Secretos del corazón                     | Ganador   |
| Mejor dirección artística | 1996 | El perro del hortelano                   | Ganador   |
| Mejor dirección artística | 1994 | Días contados                            | Candidato |
| Mejor dirección artística | 1993 | Tirano Banderas                          | Ganador   |
| Mejor dirección artística | 1991 | El rey pasmado                           | Ganador   |
| Mejor dirección artística | 1988 | Mujeres al borde de un ataque de nervios | Candidato |
| Mejor dirección artística | 1987 | El bosque animado                        | Candidato |
| Mejor dirección artística | 1986 | Dragon Rapide                            | Ganador   |

- Premio Especial Calidad 1982 de la Dirección General de Cine por Sombras de cristal (Félix Murcia, 1982)
- Premio Especial Calidad 1995 del Instituto de Cinematografía y Artes Audiovisuales (Ministerio de Educación, Cultura y Deporte) por Sombras en una batalla (Mario Camus, 1993)
- Candidato al Premio Felix de Cine Europeo como mejor director de arte por su trabajo en Mujeres al borde de un ataque de nervios (Pedro Almodóvar, 1988)
- Candidato como productor al Premio Goya a la mejor película por su trabajo junto a Ramón Moya y Carlos Ramón en Sombras en una batalla (Mario Camus, 1993)

## Obra

### Como director artístico, decorador o diseñador de producción
- La escopeta nacional (Luis García Berlanga, 1978), DP
- El corazón del bosque (Manuel Gutiérrez Aragón, 1979), DA
- Navajeros (Eloy de la Iglesia, 1980), DA
- Fortunata y Jacinta, 10 episodios (Mario Camus, 1980), D con Rafael Palmero
- Maravillas (Manuel Gutiérrez Aragón, 1980), DA
- El crack (José Luis Garci, 1980), D
- Malou (Feanine Meerapfel, 1980), DA
- La fuga de Segovia (Imanol Uribe, 1981), D
- En septiembre (Jaime de Armiñán, 1981), DA
- Bésame, tonta (Fernando González de Canales, 1982), DA
- Percusión (Josecho San Mateo, 1982), DA
- Crónica del alba. Valentina (Antonio José Betancor, 1982), DA
- Crónica del alba. 1919 (Antonio José Betancor, 1982), DA
- Una pequeña movida (Vicente Sáinz de la Peña, 1982), DA, no estrenada
- Carmen (Carlos Saura,  1983), DP
- Coto de caza (Jordi Grau, 1983), DA
- Soldados de plomo (José Sacristán, 1983), DP
- La bestia y la espada mágica (Paul Naschy, 1983), DA
- Sal gorda (Fernando Trueba, 1984), D
- Akelarre (Pedro Olea, 1984), DA
- Cuentos imposibles, 2 episodios (Jaime de Armiñán, 1984), DA
- Los señores del acero / Flesh & Blood (Paul Verhoeven, 1984), DA
- La reina del mate (Fermín Cabal, 1984), DA
- Luces de bohemia (Miguel Ángel Díez, 1985), DP
- El caballero del dragón (Fernando Colomo, 1985), D
- El extranger-oh! de la calle Cruz del Sur (Jordi Grau, 1985), DP
- Dragon Rapide (Jaime Camino, 1986), D
- El hermano bastardo de Dios (Benito Rabal, 1986), DA con Luis Vallés
- Cara de acelga (José Sacristán, 1986), DA
- Mi general (Jaime de Armiñán, 1987), D
- Blue Blood, 2 episodios (Juan Luis Buñuel y Sidney Hayers, 1987), DA
- Gallego (Manuel Octavio Gómez, 1988), DA
- El bosque animado (José Luis Cuerda, 1988), DA y DP
- Mujeres al borde de un ataque de nervios (Pedro Almodóvar, 1988), D
- La forja de un rebelde, 2 episodios (Mario Camus,1990), DP con Rafael Palmero
- El Quijote de Miguel de Cervantes, 6 episodios (Manuel Gutiérrez Aragón, 1991), DA
- El rey pasmado (Imanol Uribe, 1991), DA y DP
- La vida láctea (Juan Estelrich, Jr., 1992), DA y DP
- El pájaro de la felicidad (Pilar Miró, 1993), DP
- Tirano Banderas (José Luis García Sánchez, 1993), DA y D
- Días contados (Imanol Uribe, 1994), DA
- Los peores años de nuestra vida (Emilio Martínez Lázaro, 1994), DA
- Perdita Durango, proyecto no realizado para Bigas Luna, 1994, DA
- El perro del hortelano (Pilar Miró, 1996), D y DP
- Bwana (Imanol Uribe, 1996), DA y D
- El amor perjudica seriamente la salud (Manuel Gómez Pereira, 1996), DA
- Secretos del corazón / Bihotz ondoko secretuak (Montxo Armendáriz, 1997), DA y DP
- Mararía (Antonio José Betancor, 1997), DA
- Extraños (Imanol Uribe, 1999), DA
- Novios (Joaquín Oristrell, 1999), DA
- El camino de Santiago, TV (Robert Young, 1999), DP
- Viracocha, proyecto no realizado para Imanol Uribe, 1999, DP
- Plenilunio (Imanol Uribe, 2000), DA y DP
- Visionarios (Manuel Gutiérrez Aragón, 2001), DA y DP
- La balsa de piedra (George Sluizer, 2002), DA
- El caballero Don Quijote (Manuel Gutiérrez Aragón, 2002), DA y DP
- La luz prodigiosa (Miguel Hermoso, 2003), DA y DP
- ¡Buen viaje, Excelencia! (Albert Boadella, 2003), DA
- La vida que te espera (Manuel Gutiérrez Aragón, 2004), DA y DP
- Adriana ( Gil]], 2004), DA
- Para que no me olvides (Patricia Ferreira, 2005), DA
- Regreso a Moira, TV (Mateo Gil, 2006), DA
- La caja (Juan Carlos Falcón, 2007), DP
- Todos estamos invitados (Manuel Gutiérrez Aragón, 2008), DA
- El Capitán Trueno y el Santo Grial (Antonio Hernández, 2011), DP

### Otras tareas en el Departamento de Arte
- Colorín colorado (José Luis García Sánchez, 1975), asistente de decorador
- Del amor y de la muerte (Antonio Giménez Rico, 1976), asistente de decorador
- Arriba Hazaña (José María Gutiérrez Santos, 1977), asistente de decorador
- Novela. El camino, 6 episodios (Josefina Molina, 1978), asistente de decorador
- Les amistats perilloses, TV (Pilar Miró, 1995), diseñador del foro

### Como diseñador de vestuario
- Maravillas (Manuel Gutiérrez Aragón, 1980)
- El crack (José Luis Garci, 1980)
- La fuga de Segovia (Imanol Uribe, 1981)
- Soldados de plomo (José Sacristán, 1983)
- Luces de bohemia (Miguel Ángel Díez,1985)

### Como productor
- Sombras en una batalla (Mario Camus, 1993), junto a Ramón Moya y Carlos Ramón

### Como director y guionista
- Sombras de cristal (Félix Murcia, 1982), cortometraje

## Documental
El 9 de febrero de 2025 se estrena en Imprescindibles (La 2), Félix Murcia. El pintor de películas, documental sobre su vida y proceso creativo, dirigido por Itziar Garzón y Jesús Generelo. Además de Murcia, intervienen, entre otros, Carlos Dorremochea, José Sacristán, Imanol Uribe, Manuel Gutiérrez Aragón, María Barranco, entre otros profesionales del cine y la televisión que trabajaron con él.  